# Цуцуловский, Любомир
Любомир Цуцуловский (макед. Љубомир Цуцуловски; род. 1 сентября 1948, Битола, Республика Македония) — македонский философ

, эссеист и публицист.

## Образование и научная карьера
Окончил философский факультет Университета Скопье, защитив диссертацию на тему «Источники теории познания Бергсона». В 1973 году начал работать ассистентом в Институте социологических, политических и юридических исследований в Скопье, а в 1975 году — на философском факультете. В 1982 году получил степень магистра социологических наук, защитив диссертацию «Религия и мораль», а в 1992 году — степень доктора философских наук с диссертацией «Карл Маркс: происхождение исторического материализма (1841–1849)». Он вышел на пенсию полным профессором в 2013 году. Он преподавал предметы «Введению в философию», «Философия религии», «Теории религии» и «История марксизма». Заведующий Институтом философии в 1999—2005 годах. Президент сената Университета Святых Кирилла и Мефодия в Скопье в период 2000—2004.
Согласно его теоретическим взглядам, он близок к анализу капиталистического общества Марксом. Его философские интересы в первую очередь сосредоточены на проблеме отчуждения и на фундаментальных философских вопросах, напрямую связанных с метафизическими вопросами Бога. По его словам, основной проблемой современного человека является его расстановка в капиталистическом обществе, как и в предыдущем так называемом социалистическом обществе. Он считает, что за процессом глобализации скрывается вестернизация, равная американизации. Все должно быть подчинено только одной модели ценностей и жизни. Это американская модель жизни и политики. Вместо глобализации нищеты Цуцуловский выступает за глобализацию богатства. В философии религии центральную роль играет проблема теодицеи — существование зла, в предположении, что добрый, всемогущий и мудрый Бог сотворил мир.

## Издательская деятельность
Профессор Любомир Цуцуловский опубликовал более 600 научных, эссеистических и публицистических работ на македонском, сербском, хорватском и болгарском языках. Член журналов постюгославских левых «Novi Plamen» и Философского общества Македонии «Philosophia».

## Опубликованные книги
- «Марксская концепция человека, труда и отчуждения», Скопье, 1981;
- «Свидетельства и комментарии», Скопье, 1999;
- «Различные басни», Скопье 2002;
- «Политические истории», Скопье, 2002;
- «Марксистская критика капитала», Скопье, 2007;
- «Роман за одну ночь», Скопье, 2011.